# Alraune
Alraune (Alraune. Die Geschichte eines lebenden Wesens) – powieść fantasy niemieckiego pisarza Hannsa Heinza Ewersa wydana w 1911 r.

## Fabuła
Alraune to niemiecki odpowiednik mandragory, jak też i imię głównej bohaterki. Utwór porusza tematykę dzieworództwa oraz mitu mówiącego, że mandragory o magicznych właściwościach rosną pod szubienicami, zasiane przez spermę skazańca. Korzeń mandragory przypomina postać humanoidalną, co zostało wykorzystane przez autora książki. Główna bohaterka – Alraune – jest zrodzona przez sztuczne zapłodnienie, jakiego dokonał profesor Jakob ten Brinken, aby sprawdzić prawdziwość tego mitu. Alraune okazuje się ucieleśnieniem Femme Fatale, czyli wizji kobiety, jaka była bardzo popularna na styku wieku XIX i XX. Jej miłosne intrygi oraz wielkie wymagania narzucane mężczyznom, w akompaniamencie uroku osobistego, prowadzą do wielu tragedii.
Książka została uznana za arcydzieło przez Stanisława Przybyszewskiego, który napisał do niej wstęp. Na początku XX wieku miało też miejsce wiele prób ekranizacji dzieła, ale one również zostały zapomniane.